# X-55 (航空機)
ロッキード・マーティン X-55 ACCA
- 用途：技術実証機
- 製造者：ロッキード・マーティン スカンクワークス
- 運用者： アメリカ合衆国（アメリカ空軍）
- 初飛行：2009年6月2日
- 生産数：1機
- 運用状況：開発、テスト中

ロッキード・マーティン X-55 ACCA（Lockheed Martin X-55 Advanced Composite Cargo Aircraft：先進複合材輸送機）は、先進的な複合材を使用した新しい貨物輸送能力を実証するための実験的な双発輸送機である。本機はアメリカ空軍傘下の空軍研究所のプロジェクトであり、実機は、カリフォルニア州のパームデールにある国際的な航空宇宙関連企業であるロッキード・マーティン社の先行開発センター（Advanced Development Programs、スカンクワークス）の施設で製造された。

## 設計と開発
X-55は、従来の高翼配置の輸送機に先進的な複合材製の胴体を使用した場合の効果を実証するために1機だけ特別注文で造られた機体である。X-55を量産に移す計画は無い。
この機体は既存のドルニエ 328 ジェットを基本としており、元のアルミニウム合金製胴体の前部客室ドアより後方を新設計の胴体に交換している。新しい設計では以前の素材よりも低温、低圧環境でのオートクレーブ外生産が可能な複合材料を選定し広範囲に使用している。新たに拡幅された胴体にはローディングランプを使用して荷物の積み降ろしができるようになっている。
新しい胴体部は、垂直尾翼ごと巨大な単一部材でできている。既存の前部胴体と結合されると胴体は全長16.8 m (55 ft) 、直径2.74 m (9 ft) になる。この胴体は上半分と下半分で成り立ち、各々がカヌーに似た略楕円形をしている。上下胴体は環状フレームに接着されている。
前部客室ドアより前方の胴体は既存の（金属製）328 ジェットの部品であり、前部胴体と新規の後部胴体はファスナーで結合されている。
胴体の製造にあたり部品点数を1/10、ファスナ本数を3/40に削減したという。
2008年4月時点では胴体は製造中で、改造した機体の初飛行は2008年/09年の冬と予定されていたが、複合材製胴体製作中の「不具合」により予定はずれ込んだ。遅れは下部胴体外皮の不十分な接着に起因しており、2つめの胴体を製造しなければならなかった。
初飛行は2009年6月2日にカリフォルニア州、パームデールにあるロッキード・マーティン社の先行開発センターの施設（第42空軍工廠）で空軍研究所とロッキード・マーティン社の協力の下完了した。
2009年10月に米空軍によりACCA実証機は「X-55A」と命名された。